# Sylvilagus dicei
Sylvilagus dicei — один из видов американских кроликов (Sylvilagus) из отряда зайцеобразных. Он обитает в Коста-Рике и Панаме во влажных высокогорных лугах парамо и туманных лесах.

## Таксономия
Sylvilagus dicei был впервые описан Уильямом П. Харрисом (младшим) в 1932 году. В тот момент он рассматривался как подвид бразильского кролика или тапети (Sylvilagus brasiliensis), но в настоящее время признается самостоятельным видом. Видовое латинское название дано в честь американского эколога Ли Реймонда Дайса (1887—1977). Типовое местонахождения — Эль Копей де Дота (El Copey de Dota) в горах Кордильера-де-Таламанка в Коста-Рике, на высоте 6000 футов (1800 м).

## Описание
Sylvilagus dicei является одним из самых крупных видов американских кроликов. Его спина испещрена чёрными и тёмно-коричневыми остевыми волосками, а бока серовато-черного цвета. Черноватый хвост очень маленький, брюшко тускло-белое. На горле коричневое пятно.

## Распространение и места обитания
Sylvilagus dicei — эндемик гор Кордильера-де-Таламанка, которые расположены на границе между Панамой и Коста-Рикой. Основные его биотопы — альпийские луга и влажные высокогорные луга парамо выше зоны лесов. Он также встречается в туманных лесах с доминированием дубов и высокогорных кустарниковых зарослях на высотах до 3800 метров в Сьерра-Чиррипо.

## Природоохранный статус
В Красной книге МСОП Sylvilagus dicei перечислен к категории DD («недостаток данных»), так как вид был мало изучен, а изменения его численности оставались неизвестны. Однако в 1996 году он был включён в список видов, находящихся «под угрозой исчезновения». МСОП определил ряд угроз, с которыми может столкнуться данный вид. В области распространения Sylvilagus dicei возросла численность койотов, которые могут на него охотиться, численность других хищников также могла увеличиться. Деградация лесных местообитаний связана с рубками и расширением пастбищ. Пожары также является проблемой. Местные жители регулярно пускают палы, и это приводит к сокращению подходящих растительных сообществ, обеспечивающих кроликам надёжное убежище в течение светлого времени суток. Все эти факторы приводят к тому, что ареал данного вида сокращается, отступая вверх в горы. Высокогорья на территории ареала Sylvilagus dicei объявлены национальным парком, который должен обеспечить определённую защиту данного вида от вымирания.